# شينيس بالاسيوس
شينيس ألوندرا بالاسيوس كورنيجو (بالإسبانية: Sheynnis Alondra Palacios Cornejo)‏، من مواليد 30 مايو 2000، هي عارضة وملكة جمال من نيكاراغوا. توجت بمسابقة ملكة جمال الكون 2023 في السلفادور. وأصبحت أول امرأة من نيكارا تفوز بلقب ملكة جمال الكون.